# Vaniköy
Vaniköy is een wijk in het district Üsküdar, in de Turkse stad Istanboel. Vaniköy was een vissersdorpje aan de Aziatische kant van de Bosporus, gelegen tussen de andere voormalige dorpjes Çengelköy en Kandilli, ten noorden van de oostelijke voet van de eerste Bosporusbrug. Tegenwoordig is het een kleine wijk binnen het grote Aziatische district Üsküdar.